# Скелдон
Скелдон — невелике містечко на східному узбережжі Гаяни, в гирлі річки Корантейн, по якій проходить кордон Гаяни з Суринамом. Станом на 2012 рік його населення становило 2 275 осіб. Скелдон і Спрінглендс були адміністративно об'єднані в Корривертон.

## Економіка
Виробництво цукру є основою місцевої економіки. Гаянська цукрова корпорація, основна компанія з переробки цукру в Гаяні, має завод і працює в Скелдоні.
Сотні людей були змушені шукати іншу прибуткову роботу після закриття цукрового заводу.

## Транспорт
Місто обслуговують сотні орендованих автомобілів, які з'єднують місто з Джорджтауном та іншими населеними пунктами. У Молсон-Крик розташована пристань Стеллінг, звідки ходять пороми до Суринаму. На території цукрового маєтку GuySuco Skeldon Sugar Estate є злітно-посадкова смуга для невеликих літаків.

## Відомі люди
- Імран Джаффераллі (1980), гравець у крикет[5]
- Карлстон Харріс (1987), боєць змішаних єдиноборств
- Беріл Гілрой (1924—2001), гаянська письменниця, поетеса.